# Alice Guionnet
Alice Guionnet (1969) é uma matemática francesa.
Guionnet estudou a partir de 1989 na Escola Normal Superior de Paris, e obteve um doutorado na Universidade Paris-Sul, orientada por Gérard Ben Arous, com uma tese sobre a dinâmica de vidros de spin. É diretora de pesquisa do Centre national de la recherche scientifique, trabalhando na École normale supérieure de Lyon.
Guionnet recebeu o Prêmio Oberwolfach de 1998 e o Prêmio Loève de 2009, principalmente por seu trabalho sobre grandes matrizes aleatórias. Recebeu também em 2003 o Prêmio Rollo Davidson. Em 2004 foi palestrante convidada no 4º Congresso Europeu de Matemática (A probabilistic approach to some problems in von Neumann Algebras) e em 2006 foi palestrante convidada no Congresso Internacional de Matemáticos em Madri (Random matrices and enumeration of maps). Em 2013 é a Colloquium Lecturer da American Mathematical Society.
Para o Congresso Internacional de Matemáticos de 2022 em São Petersburgo está listada como palestrante plenário.

## Obras
- com Greg W. Anderson, Ofer Zeitouni: Introduction to random matrices, Cambridge University Press 2009
- Large Random Matrices – Lectures on Macroscopic Asymptotics, Springer 2009 (Lecture Notes in Mathematics, École d´Èté des Probabilités de Saint-Flour 2006)